# Liste des mammifères d'Inde par genre
 (février 2015).
Si vous disposez d'ouvrages ou d'articles de référence ou si vous connaissez des sites web de qualité traitant du thème abordé ici, merci de compléter l'article en donnant les références utiles à sa vérifiabilité et en les liant à la section « Notes et références ».

Inde représentée en vert.

Cette liste commentée recense la mammalofaune de l'Inde et des îles asiatiques appartenant à l'Inde (sauf les chiroptères en raison d'un manque d'information) par genre, famille et ordre.

## Statuts de la liste rouge de l'UICN
Les statuts de conservation utilisés par la liste rouge de l'UICN mondiale sont :
| (EX) | Éteint                  | Il n'y a pas le moindre doute sur le fait que le dernier spécimen recensé est mort.                                                                   |
| (EW) | Éteint à l'état sauvage | L'espèce est connue uniquement en captivité ou en tant que population naturalisée bien en dehors de son ancienne aire de répartition.                 |
| (CR) | En danger critique      | L'espèce risque prochainement de s'éteindre à l'état sauvage.                                                                                         |
| (EN) | En danger               | L'espèce fait face à un très gros risque d'extinction à l'état sauvage.                                                                               |
| (VU) | Vulnérable              | L'espèce fait face à un gros risque d'extinction à l'état sauvage.                                                                                    |
| (NT) | Quasi menacé            | L'espèce ne satisfait pas un ou plusieurs des critères prévus qui permettraient de la catégoriser, mais pourrait risquer de s'éteindre dans le futur. |
| (LC) | Préoccupation mineure   | Il n'y a pas de risque identifiable pour l'espèce. |
| (DD) | Données insuffisantes   | Il n'y a pas d'information adéquate qui permettraient de faire une évaluation des risques pour cette espèce.                                          |
| (NE) | Non évalué              | L'espèce n'a pas encore été confrontée aux critères précédents, n'est pas reconnue par l'UICN ou bien s'est éteinte avant le XVIe siècle.             |

## Ordre:Lagomorphes

### Famille:Léporidés
| Nom binominal, nom vulgaire et citation d'auteurs                  | Aire de répartition                     | Statut UICN mondial | Image                  |
| ------------------------------------------------------------------ | --------------------------------------- | ------------------- | ---------------------- |
| Caprolagus hispidus (Lièvre d'Assam) Linnaeus, 1758                | Aire de répartition du Lièvre d'Assam   | (EN)                | Lièvre d'Assam         |
| Lepus capensis (Lièvre du Cap) Linnaeus, 1758                      | Aire de répartition du Lièvre du Cap    | (LC)                | Lièvre du Cap          |
| Lepus nigricollis (Lièvre de Cuvier ou Lièvre d'Inde) Cuvier, 1823 | Aire de répartition du Lièvre de Cuvier | (LC)                | Lièvre de Cuvier       |
| Lepus oiostolus (Lièvre laineux) Hodgson, 1840                     | Aire de répartition du Lièvre laineux   | (LC)                | Lièvre laineux         |
| Lepus tibetanus (Lièvre du Tibet) Waterhouse, 1841                 | Aire de répartition du Lièvre du Tibet  | (LC)                | Illustration manquante |

### Famille:Ochotona
| Nom binominal, nom vulgaire et citation d'auteurs                          | Aire de répartition                               | Statut UICN mondial | Image                  |
| -------------------------------------------------------------------------- | ------------------------------------------------- | ------------------- | ---------------------- |
| Ochotona curzoniae (Pika à lèvres noires) Hodgson, 1858                    | Aire de répartition du Pika à lèvre noires        | (LC)                | Pika à lèvres noires   |
| Ochotona forresti (Pika de Forrest) Thomas, 1923                           | Aire de répartition du Pika de Forrest            | (LC)                | Image manquante        |
| Ochotona ladacensis (Pika de Ladak) Albert Günther, 1875                   | Aire de répartition du Pika de Ladak              | (LC)                | Pika de Ladak          |
| Ochotona macrotis (Pika à larges oreilles) Albert Günther, 1875            | Aire de répartition du Pika à larges oreilles     | (LC)                | Pika à larges oreilles |
| Ochotona nubrica (Pika de la vallée du Nubra) Thomas, 1922                 | Aire de répartition du Pika de la vallée du Nubra | (LC)                | Image manquante        |
| Ochotona roylei (Pika de Royle) Ogilby, 839                                | Aire de répartition du Pika de Royle              | (LC)                | Pika de Royle          |
| Ochotona thibetana (Pika du Moupin ou Pika des forêts) Milne-Edwards, 1871 | Aire de répartition du Pika du Moupin             | (LC)                | Image manquante        |

## Ordre:Erinaceomorpha

### Genre:Hemiechinus
| Nom binominal, nom vulgaire et citation d'auteurs                    | Aire de répartition                                       | Statut UICN mondial | Image                                                                  |
| -------------------------------------------------------------------- | --------------------------------------------------------- | ------------------- | ---------------------------------------------------------------------- |
| Hemiechinus collaris (Hérisson à longues oreilles indien) Gray, 1830 | Aire de répartition du hérisson à grandes oreilles indien | (LC)                | Hérisson à grandes oreilles indien (illustration de Thomas Hardwicke ) |

### Genre:Paraechinus
| Nom binominal, nom vulgaire et citation d'auteurs                | Aire de répartition                           | Statut UICN mondial | Image           |
| ---------------------------------------------------------------- | --------------------------------------------- | ------------------- | --------------- |
| Paraechinus micropus (Hérisson indien) Blyth, 1846               | Aire de répartition du hérisson indien        | (LC)                | Image manquante |
| Paraechinus nudiventris (Hérisson d'Inde du Sud) Horsfield, 1851 | Aire de répartition du hérisson d'Inde du Sud | (LC)                | Image manquante |

## Ordre:Soricomorpha

### Genre:Anourosorex
| Nom binominal, nom vulgaire et citation d'auteurs                               | Aire de répartition                                           | Statut UICN mondial | Image                               |
| ------------------------------------------------------------------------------- | ------------------------------------------------------------- | ------------------- | ----------------------------------- |
| Anourosorex assamensis (Musaraigne-taupe de l'Assam) Anderson, 1846             | Aire de répartition de la musaraigne-taupe d'Assam            | (LC)                | Image manquante                     |
| Anourosorex schmidi (Musaraigne-taupe géante) Petter                            | Aire de répartition de la Musaraigne-taupe géante             | (DD)                | Image manquante                     |
| Anourosorex squamipes (Musaraigne-taupe à moignon de queue) Milne-Edwards, 1872 | Aire de répartition de la Musaraigne-taupe à moignon de queue | (LC)                | Musaraigne-taupe à moignon de queue |

### Genre:Chimarrogale
| Nom binominal, nom vulgaire et citation d'auteurs               | Aire de répartition                               | Statut UICN mondial | Image            |
| --------------------------------------------------------------- | ------------------------------------------------- | ------------------- | ---------------- |
| Chimarrogale himalayica (Chimarrogale de l'Himalaya) Gray, 1842 | Aire de répartition du Chimarrogale de l'Himalaya | (LC)                | Imange manquante |
| Chimarrogale styani (Chimarrogale de Birmanie) De Winton, 1899  | Aire de répartition du Chimarrogale de Birmanie   | (LC)                | Image manquante  |

### Genre:Crocidura
| Nom binominal, nom vulgaire et citation d'auteurs                           | Aire de répartition                                          | Statut UICN mondial | Image                          |
| --------------------------------------------------------------------------- | ------------------------------------------------------------ | ------------------- | ------------------------------ |
| Crocidura andamanensis (Crocidure de l'Ile Andaman) Miller, 1902            | Aire de répartition du Crocidure de l'Ile Andaman            | (CR)                |                                |
| Crocidura attenuata (Crocidure d'Indochine) Milne-Edwards, 1872             | Aire de répartition du Crocidure d'Indochine                 | (LC)                | Crâne de Crocidure d'Indochine |
| Crocidura fuliginosa (Crocidure fuligineux) Blyth, 1856                     | Aire de répartition du Crocidure fuligineux                  | (LC)                | Image manquante                |
| Crocidura hispida (Crocidure fuligineux de l'Ile Andaman) Thomas, 1913      | Aire de répartition du Crocidure fuligineux de l'Ile Andaman | (VU)                | Image manquante                |
| Crocidura horsfieldii (Crocidure de Horsfield) Tomes, 1856                  | Aire de répartition du Crocidure de Horsfield                | (DD)                | Image manquante                |
| Crocidura jenkinsi (Crocidure de Jenkins) Chakraborty, 1978                 | Aire de répartition du Crocidure de Jenkins                  | (CR)                |                                |
| Crocidura nicobarica (Crocidure de Nicobar) Miller, 1902                    | Aire de répartition du Crocidure de Nicobar                  | (CR)                |                                |
| Crocidura pergrisea (Crocidure gris-pâle) Miller, 1913                      | Aire de répartition du Crocidure gris-pâle                   | (DD)                | Image manquante                |
| Crocidura pullata (Crocidure sombre ou crocidure du Cachemire) Miller, 1911 | Aire de répartition du Crocidure sombre                      | (DD)                | Image manquante                |
| Crocidura rapax (Grand crocidure du Yunnan) Allen, 1923                     | Aire de répartition du Grand Crocidure du Yunnan             | (DD)                | Image manquante                |
| Crocidura vorax (Crocidure vorace) Allen, 1923                              | Aire de répartition du Crocidure vorace                      | (LC)                | Crocidure vorace               |

### Genre:Diplomesodon
| Nom binominal, nom vulgaire et citation d'auteurs                        | Aire de répartition | Statut UICN mondial | Image           |
| ------------------------------------------------------------------------ | ------------------- | ------------------- | --------------- |
| Diplomesodon sonnerati (Musaraigne du désert de Sonnerat ) A.Cheke, 2011 | Image manquante     | (EX)                | Image manquante |

### Genre:Nectogale
| Nom binominal, nom vulgaire et citation d'auteurs          | Aire de répartition              | Statut UICN mondial | Image           |
| ---------------------------------------------------------- | -------------------------------- | ------------------- | --------------- |
| Nectogale elegans (Nectogale) Alphonse Milne-Edwards, 1870 | Aire de répartition du Nectogale | (LC)                | Image manquante |

### Genre:Sorex
| Nom binominal, nom vulgaire et citation d'auteurs                      | Aire de répartition                               | Statut UICN mondial | Image           |
| ---------------------------------------------------------------------- | ------------------------------------------------- | ------------------- | --------------- |
| Sorex planiceps (Musaraigne du Cachemire) Alphonse Milne-Edwards, 1911 | Aire de répartition de la Musaraigne du Cachemire | (LC)                | Image manquante |

## Famille:Talpa

### Genre:Episoriculus
| Nom binominal, nom vulgaire et citation d'auteurs                                    | Aire de répartition                                                    | Statut UICN mondial | Image           |
| ------------------------------------------------------------------------------------ | ---------------------------------------------------------------------- | ------------------- | --------------- |
| Episoriculus caudatus (Musaraigne de montagne d'Himalaya) Horsfield, 1851            | Aire de répartition de la Musaraigne de montagne d'Himalaya            | (LC)                | Image manquante |
| Episoriculus leucops (Grande musaraigne de montagne à longue queue) Horsfield, 1851  | Aire de répartition de la grande musaraigne de montagne à longue queue | (LC)                | Image manquante |
| Episoriculus macrurus (Petite musaraigne de montagne à longue queue) Blandford, 1888 | Aire de répartition de la petite musaraigne de montagne à longue queue | (LC)                | Image manquante |

### Genre:Soriculus
| Nom binominal, nom vulgaire et citation d'auteurs                 | Aire de répartition                                       | Statut UICN mondial | Image |
| ----------------------------------------------------------------- | --------------------------------------------------------- | ------------------- | ----- |
| Soriculus nigrescens (Musaraigne de terrier de forêts) Gray, 1842 | Aire de répartition de la musaraigne de terrier de forêts | (LC)                |       |

### Genre:Suncus
| Nom binominal, nom vulgaire et citation d'auteurs                                 | Aire de répartition                                                                                   | Statut UICN mondial | Image             |
| --------------------------------------------------------------------------------- | --- | ------------------- | ----------------- |
| Suncus dayi (Musaraigne à nombreuses dents) Dobson, 1888                          | Aire de répartition de la musaraigne à nombreuses dents                                               | (EN)                | Image manquante   |
| Suncus etruscus (Pachyure étrusque) Savi, 1822                                    | Aire de répartition du pachyure étrusque                                                              | (LC)                | Pachyure étrusque |
| Suncus montanus (Pachyure de l'Inde méridionale ou Pachyure du Sri Lanka) Kelaart | Aire de répartition du Pachyure de l'Inde méridionale                                                 | (VU)                | Image manquante   |
| Suncus murinus (Pachyure d'Asie) Linnaeus, 1766                                   | Aire de répartition du Pachyure d'Asie (habitat d'origine en bleu et habitat d'introduction en rouge) | (LC)                | Pachyure d'Asie   |
| Suncus stoliczkanus (Pachyure à gorge jaune) Anderson, 1877                       | Aire de répartition du Pachyure à gorge jaune                                                         | (LC)                | Image manquante   |

### Genre:Euroscaptor
| Nom binominal, nom vulgaire et citation d'auteurs    | Aire de répartition                        | Statut UICN mondial | Image           |
| ---------------------------------------------------- | ------------------------------------------ | ------------------- | --------------- |
| Euroscaptor micrura (Taupe d'Himalaya) Hodgson, 1841 | Aire de répartition de la taupe d'Himalaya | (LC)                | Image manquante |

### Genre:Parascaptor
| Nom binominal, nom vulgaire et citation d'auteurs                           | Aire de répartition                        | Statut UICN mondial | Image           |
| --------------------------------------------------------------------------- | ------------------------------------------ | ------------------- | --------------- |
| Parascaptor leucura (Taupe de l'Assam ou Taupe à queue blanche) Blyth, 1850 | Aire de répartition de la Taupe de l'Assam | (LC)                | Image manquante |

## Ordre:Pholidota

### Genre:Manis
| Nom binominal, nom vulgaire et citation d'auteurs                               | Aire de répartition                     | Statut UICN mondial | Image            |
| ------------------------------------------------------------------------------- | --------------------------------------- | ------------------- | ---------------- |
| Manis crassicaudata (Pangolin indien ou Pangolin à grosse queue) Gray, 1827     |                                         | (EN)                | Pangolin Indien  |
| Manis pentadactyla (Pangolin chinois ou Pangolin à queue courte) Linnaeus, 1758 | Aire de répartition du Pangolin chinois | (CR)                | Pangolin chinois |

## Ordre:Cetacea

### Genre:Orcinus
| Nom binominal, nom vulgaire et citation d'auteurs                 | Aire de répartition            | Statut UICN mondial | Image |
| ----------------------------------------------------------------- | ------------------------------ | ------------------- | ----- |
| Orcinus orca (Orque ou Epaulard ou Baleine tueuse) Linnaeus, 1758 | Aire de répartition de l'Orque | (LC)                | Orque |

### Genre:Pseudorca
| Nom binominal, nom vulgaire et citation d'auteurs | Aire de répartition                    | Statut UICN mondial | Image        |
| ------------------------------------------------- | -------------------------------------- | ------------------- | ------------ |
| Pseudorca crassidens (Fausse-orque) Owen, 1846    | Aire de répartition de la Fausse orque | (DD)                | Fausse orque |

### Genre:Orcaella
| Nom binominal, nom vulgaire et citation d'auteurs                | Aire de répartition                           | Statut UICN mondial | Image                  |
| ---------------------------------------------------------------- | --------------------------------------------- | ------------------- | ---------------------- |
| Orcaella brevirostris (Dauphin de l'Irrawaddy) Owen & Gray, 1866 | Aire de répartition du Dauphin de l'Irrawaddy | (CR)                | Dauphin de l'Irrawaddy |

### Genre:Stenella
| Nom binominal, nom vulgaire et citation d'auteurs               | Aire de répartition                                | Statut UICN mondial | Image                       |
| --------------------------------------------------------------- | -------------------------------------------------- | ------------------- | --------------------------- |
| Stenella attenuata (Dauphin tacheté pantropical) Gray, 1846     | Aire de répartition du Dauphin tacheté pantropical | (LC)                | Dauphin tacheté pantropical |
| Stenella longirostris (Dauphin à long bec) Gray, 1828           | Aire de répartition du Dauphin à long bec          | (DD)                | Dauphin à long bec          |
| Stenella coeruleoalba (Dauphin bleu et blanc) Franz Meyen, 1833 | Aire de répartition du Dauphin blanc et bleu       | (LC)                | Dauphin blanc et bleu       |

### Genre:Steno
| Nom binominal, nom vulgaire et citation d'auteurs            | Aire de répartition                         | Statut UICN mondial | Image                |
| ------------------------------------------------------------ | ------------------------------------------- | ------------------- | -------------------- |
| Steno bredanensis (Dauphin à bec étroit) Lesson & Gray, 1828 | Aire de répartition du Dauphin à bec étroit | (LC)                | Dauphin à bec étroit |

### Genre:Grampus
| Nom binominal, nom vulgaire et citation d'auteurs | Aire de répartition                     | Statut UICN mondial | Image            |
| ------------------------------------------------- | --------------------------------------- | ------------------- | ---------------- |
| Grampus griseus (Dauphin de Risso) Gray, 1828     | Aire de répartition du Dauphin de Risso | (LC)                | Dauphin de Risso |

### Genre:Sousa
| Nom binominal, nom vulgaire et citation d'auteurs                                         | Aire de répartition                           | Statut UICN mondial | Image                  |
| ----------------------------------------------------------------------------------------- | --------------------------------------------- | ------------------- | ---------------------- |
| Sousa chinensis (Dauphin blanc de Chine ou Dauphin blanc de l'Indo-Pacifique) Mundy, 1637 | Aire de répartition du Dauphin blanc de Chine | (NT)                | Dauphin blanc de Chine |

### Genre:Globicephala
| Nom binominal, nom vulgaire et citation d'auteurs                                                                     | Aire de répartition                          | Statut UICN mondial | Image                 |
| --- | -------------------------------------------- | ------------------- | --------------------- |
| Globicephala macrorhynchus (Globicéphale tropical ou Globicéphale du Pacifique ou Globicéphale de Siebold) Gray, 1846 | Aire de répartition du Globicéphale tropical | (DD)                | Globicéphale tropical |

### Genre:Lagenodelphis
| Nom binominal, nom vulgaire et citation d'auteurs                         | Aire de répartition                      | Statut UICN mondial | Image             |
| ------------------------------------------------------------------------- | ---------------------------------------- | ------------------- | ----------------- |
| Lagenodelphis hosei (Dauphin de Fraser ou Dauphin de Bornéo) Fraser, 1956 | Aire de répartition du Dauphin de Fraser | (DD)                | Dauphin de Fraser |

### Genre:Tursiops
| Nom binominal, nom vulgaire et citation d'auteurs                                                                                       | Aire de répartition                                    | Statut UICN mondial | Image                           |
| --- | ------------------------------------------------------ | ------------------- | ------------------------------- |
| Tursiops aduncus (Grand Dauphin de l'océan Indien ou Dauphin souffleur de l'Océan Indien ou Tursiops de l'océan Indien) Ehrenberg, 1833 | Aire de répartition du Grand Dauphin de l'océan Indien | (DD)                | Grand Dauphin de l'océan Indien |

### Genre:Delphinus
| Nom binominal, nom vulgaire et citation d'auteurs         | Aire de répartition                              | Statut UICN mondial | Image                     |
| --------------------------------------------------------- | ------------------------------------------------ | ------------------- | ------------------------- |
| Delphinus capensis (Dauphin commun à bec long) Gray, 1828 | Aire de répartition du Dauphin commun à bec long | (DD)                | Dauphin commun à bec long |

## Famille:Platanistidae

### Genre:Platanista
| Nom binominal, nom vulgaire et citation d'auteurs                                                  | Aire de répartition            | Statut UICN mondial | Image                                                |
| -------------------------------------------------------------------------------------------------- | ------------------------------ | ------------------- | ---------------------------------------------------- |
| Platanista gangetica (Sousouc ou Dauphin du Gange ou Plataniste du Gange ou Bhulan) Roxburgh, 1801 | Aire de répartition du Sousouc | (EN)                | Illustration du Sousouc par rapport à l'Homme adulte |

## Famille:Balaenopteridae

### Genre:Balaenoptera
| Nom binominal, nom vulgaire et citation d'auteurs                                                                     | Aire de répartition                        | Statut UICN mondial | Image                       |
| --- | ------------------------------------------ | ------------------- | --------------------------- |
| Balaenoptera acutorostrata (Baleine de Minke ou Petit rorqual ou Rorqual à museau pointu) Lacépède, 1804              | Aire de répartition de la Baleine de Minke | (LC)                | Baleine de Minke sautant    |
| Balaenoptera borealis (Rorqual boréal ou Baleinoptère de Rudolphi ou Rorqual de Rudolphi ou Rorqual sei) Lesson, 1828 | Aire de répartition du Rorqual boréal      | (EN)                | Rorqual boréal et son petit |
| Balaenoptera edeni (Rorqual de Bryde ou Rorqual tropical) John Anderson, 1879                                         | Aire de répartition du Rorqual de Bryde    | (DD)                | Rorqual de Bryde            |
| Balaenoptera musculus (Baleine bleue ou Rorqual bleu) Linnaeus, 1758                                                  | Aire de répartition de la Baleine bleue    | (EN)                | Baleine bleue               |
| Balaenoptera physalus (Rorqual commun) Linnaeus, 1758                                                                 | Aire de répartition du Rorqual commun      | (EN)                | Rorqual commun              |

### Genre:Megaptera
| Nom binominal, nom vulgaire et citation d'auteurs        | Aire de répartition                       | Statut UICN mondial | Image           |
| -------------------------------------------------------- | ----------------------------------------- | ------------------- | --------------- |
| Megaptera novaeangliae (Baleine à bosse) Borowoski, 1781 | Aire de répartition de la Baleine à bosse | (LC)                | Baleine à bosse |

## Famille:Ziphiidae

### Genre:Ziphius
| Nom binominal, nom vulgaire et citation d'auteurs                                                              | Aire de répartition                         | Statut UICN mondial | Image                                                       |
| --- | ------------------------------------------- | ------------------- | ----------------------------------------------------------- |
| Ziphius cavirostris (Baleine de Cuvier ou Baleine à bec de Cuvier ou Baleine à bec d'oie) Georges Cuvier, 1823 | Aire de répartition de la Baleine de Cuvier | (DD)                | Illustration d'une Baleine de Cuvier par rapport à un homme |

### Genre:Mesoplodon
| Nom binominal, nom vulgaire et citation d'auteurs                                              | Aire de répartition                                   | Statut UICN mondial | Image                                                        |
| ---------------------------------------------------------------------------------------------- | ----------------------------------------------------- | ------------------- | ------------------------------------------------------------ |
| Mesoplodon densirostris (Baleine à bec de Blainville) Henri-Marie Ducrotay de Blainville, 1817 | Aire de répartition de la Baleine à bec de Blainville | (DD)                | Baleine à bec de Blainville                                  |
| Mesoplodon ginkgodens (Mésoplodon japonais)                                                    | Aire de répartition du Mésoplodon japonais            | (DD)                | Illustration d'un Mésoplodon japonais par rapport à un Homme |

## Famille:Phocoenidae

### Genre:Kogia
| Nom binominal, nom vulgaire et citation d'auteurs                    | Aire de répartition                    | Statut UICN mondial | Image                                                 |
| -------------------------------------------------------------------- | -------------------------------------- | ------------------- | ----------------------------------------------------- |
| Kogia breviceps (Cachalot pygmée ou Petit Cachalot) Blainville, 1838 | Aire de répartition du Cachalot pygmée | (DD)                | Illustration du Cachalot pygmée par rapport à l'Homme |
| Kogia sima (Cachalot nain) Owen, 1866                                | Aire de répartition du Cachalot nain   | (DD)                | Illustration du Cachalot nain par rapport à l'Homme   |

### Genre:Physeter
| Nom binominal, nom vulgaire et citation d'auteurs                               | Aire de répartition                   | Statut UICN mondial | Image                      |
| ------------------------------------------------------------------------------- | ------------------------------------- | ------------------- | -------------------------- |
| Physeter macrocephalus (Grand Cachalot ou Cachalot macrocéphale) Linnaeus, 1758 | Aire de répartition du Grand Cachalot | (VU)                | Mère Cachalot et son petit |

### Genre:Neophocaena
| Nom binominal, nom vulgaire et citation d'auteurs                                                                 | Aire de répartition                    | Statut UICN mondial | Image |
| --- | -------------------------------------- | ------------------- | ----- |
| Neophocaena phocaenoides (Marsouin aptère ou Marsouin d'Inde ou Marsouin de Cuvier ou Marsouin noir) Cuvier, 1829 | Aire de répartition du Marsouin Aptère | (VU)                |       |

## Ordre:Rodentia

### Genre:Atherurus
| Nom binominal, nom vulgaire et citation d'auteurs            | Aire de répartition | Statut UICN mondial | Image           |
| ------------------------------------------------------------ | ------------------- | ------------------- | --------------- |
| Atherurus macrourus (Athérure à longue queue) Linnaeus, 1758 | Image manquante     | (LC)                | Image manquante |

### Genre:Hystrix
| Nom binominal, nom vulgaire et citation d'auteurs                                    | Aire de répartition | Statut UICN mondial | Image                    |
| ------------------------------------------------------------------------------------ | ------------------- | ------------------- | ------------------------ |
| Hystrix brachyura (Porc-épic à queue courte ou Acanthion de Malaisie) Linnaeus, 1758 | Image manquante     | (VU)                | Porc-épic à queue courte |
| Hystrix indica (Porc-épic Indien) Kerr, 1792                                         | Image manquante     | (LC)                | Porc-épic Indien         |

### Genre:Sicista
| Nom binominal, nom vulgaire et citation d'auteurs | Aire de répartition | Statut UICN mondial | Image           |
| ------------------------------------------------- | ------------------- | ------------------- | --------------- |
| Sicista concolor (Siciste de Chine) Büchner, 1892 | Image manquante     | (LC)                | Image manquante |

### Genre:Alticola
| Nom binominal, nom vulgaire et citation d'auteurs                       | Aire de répartition | Statut UICN mondial | Image                           |
| ----------------------------------------------------------------------- | ------------------- | ------------------- | ------------------------------- |
| Alticola albicauda (Campagnol des montagnes à queue blanche) True, 1894 | Image manquante     | (DD)                | Image manquante                 |
| Alticola argentatus (Campagnol argenté des montagnes) Severtsov, 1879   | Image manquante     | (LC)                | Campagnol argenté des montagnes |